# Sideritis cypria
Sideritis cypria là một loài thực vật có hoa trong họ Hoa môi. Loài này được Post miêu tả khoa học đầu tiên năm 1900. 
Một loài rất hiếm và dễ bị tổn thương loài đặc hữu của Síp. Giới hạn dãy Pentadaktylos: Buffavento, Thánh Hilarion, Halevga, Bellapais, Yaïla vv.

## Hình ảnh

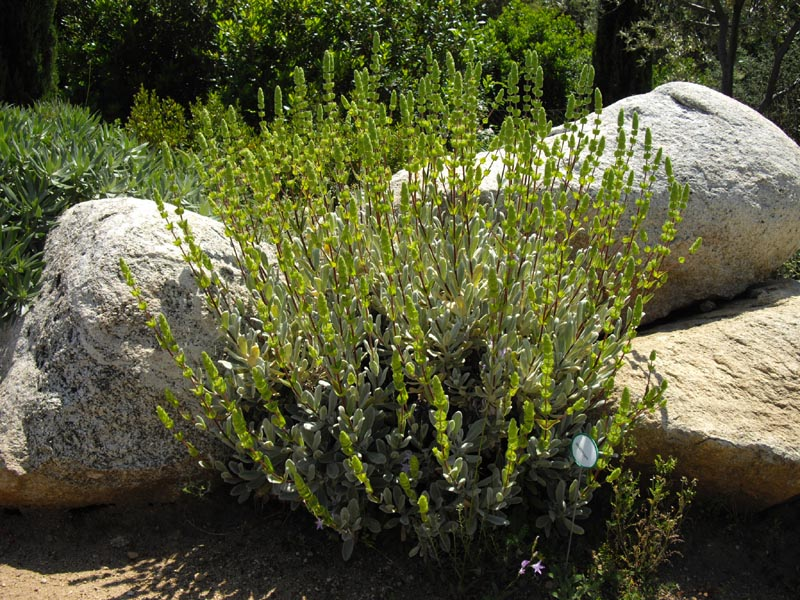
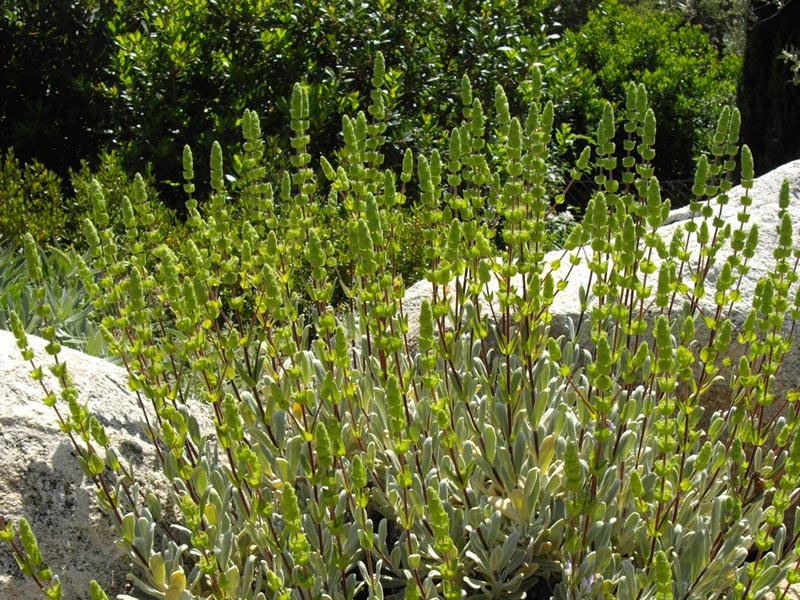